# Alskogaren

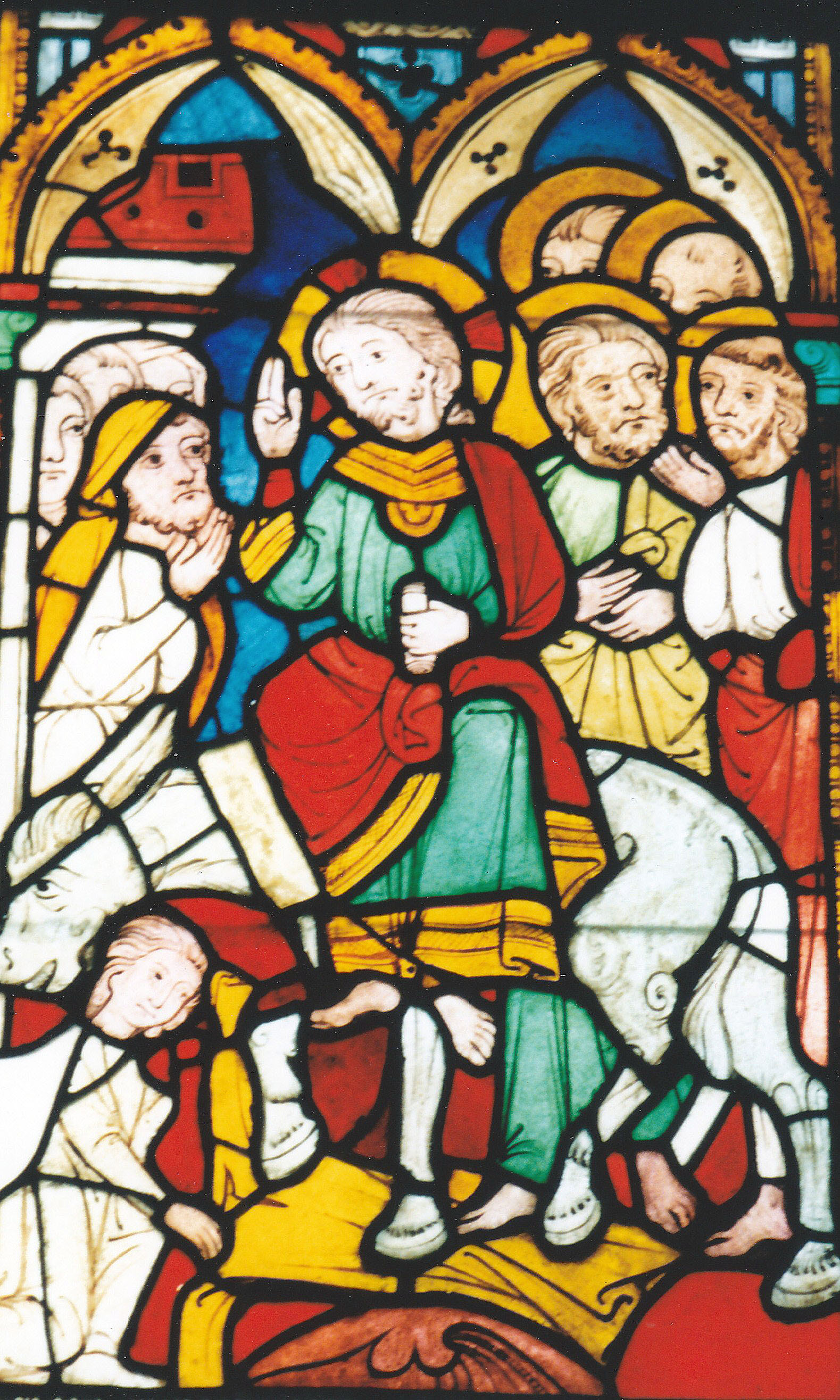
Glasmålningen Intåget I Jerusalem i Alskogs kyrka.

Alskogaren är ett anonymnamn på en gotländsk glasmålare, verksam i slutet av 1200-talet.
Alskogaren skolades troligen vid någon norsk katedral-hytta eller vid något större kyrkobygge där den engelska gotiska stilen gjort sig gällande. När han var fullärd begav han sig till någon liknande byggnadsplats i Sverige antingen till Skara domkyrka eller Linköpings domkyrka innan han slutligen flyttade till Visby för att tillverka fönster för stadens kyrkor. Troligen var han ursprungligen gute eftersom han har lyckats anpassa sina målningar till det gotländska glasmåleriets tradition. Av hans verk finns endast ett fåtal rutor och några fragment från gotländska landsortskyrkor bevarade men av det bevarade materialet kan man utläsa att var en framstående representant för det unggotiska måleriet i Sverige. Hans fönster som innehåller mycket gult, rött, grönt och vitt glas är varmare och ljusare än den äldre Gotlandsskolan och Dalhemsskolan där blått och rött dominerade. Han har lyckat framställa sina motiv mycket mer naturligt och med graciösare ansiktsdrag än sina företrädare trots att han följt deras kompositionsstil. 
Personerna i hans bilder regleras och ackompanjeras av en i huvudsak arkitekturframställande ram, antingen i form av spetsbågade arkader eller i medaljonger i ett system av gavelrösten och tureller. Alskogaren har i sin framställning använd sig av de rådande europeiska principerna för gotiskt målade fönster som även i viss mån användes av Ardremästaren. Som figurframställare visar han upp en stor berättarglädje han har bland annat försett Kristi-födelse-scenen med ett präktigt sängkammarmöblemang, och vid Bröllopet i Kana och Frälsarens intåg i Jerusalem på palmsöndagen beskrivs som stora folkfester. Men hans främsta styra låg i att skildra de gripande och patetiska stämningarna runt passionsscenerierna som finns i en Gisslingsscen och Uppståndelsen i Alskogs kyrka. I båda dessa rutor kan man se mästarens arbete medan de övriga rutorna i dessa kyrkor troligen var ett lagarbete eller verkstadsarbete under ledning av Alskogaren. Några av hans arbeten finns även bevarade i Klinte kyrka där han har utfört ett antal mindre rutor framställande yttersta domen för kyrkans altarfönster, de övriga av hans rutor från Klinte kyrka förvaras vid Statens historiska museum i Stockholm. Fragmentariska bevarade arbeten av Alskogaren finns i Visby och på Malmö museum samt Halla kyrka på Gotland. 